# Dimitar Peschew

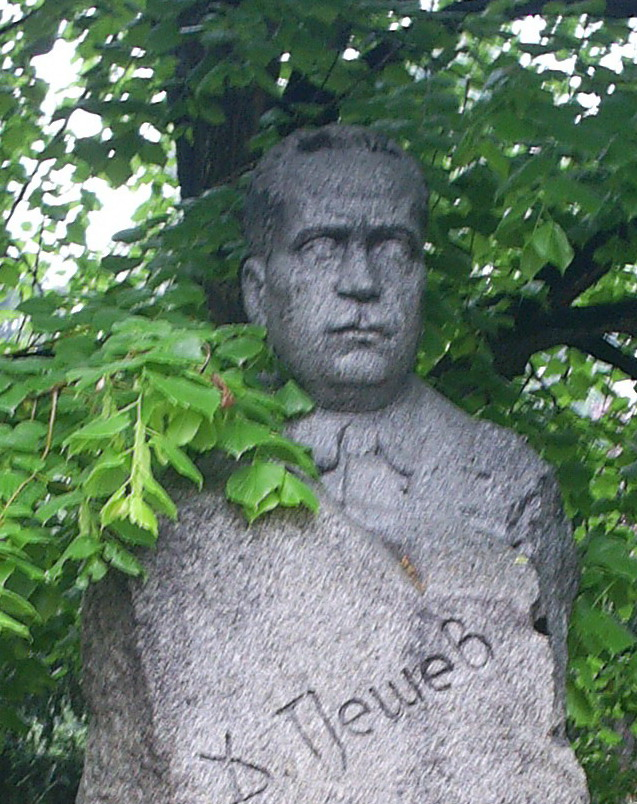
Standbild von Dimitar Peschew in Kjustendil

Dimitar Jossifow Peschew (bulgarisch Димитър Пешев, wiss. Transliteration Dimităr Pešev; * 13.jul. / 25. Juni 1894greg. in Kjustendil, Bulgarien; † 22. März 1973, Sofia) war ein bürgerlich-nationaler bulgarischer Politiker. Er setzte sich während des Zweiten Weltkriegs aktiv für die bulgarischen Juden ein.
Der Rechtsanwalt Peschew zog als Abgeordneter in das bulgarische Parlament ein. Er trat auch für Großbulgarien ein, das bedeutete damals die Annexion der jugoslawischen und griechischen Teile Makedoniens und der rumänischen Dobrudscha. 1935 war er kurze Zeit Justizminister und verantwortlich für die Einführung der Zivilehe. Er verhinderte am 9. März 1943 in seiner Eigenschaft als stellvertretender bulgarischer Parlamentspräsident durch seine Intervention bei Innenminister Gabrowski und gegenüber dem bulgarischen Zaren Boris III. den Abtransport der bulgarischen Juden. Am 8. März 1943 waren in den Bahnhöfen die Waggons zur Deportation in die Vernichtungslager Treblinka bereitgestellt worden. Darüber hatte ihm am Abend des 8. März eine Delegation aus seinem Heimatswahlkreis Kjustendil berichtet.

## Manifest zur Beendigung antisemitischer Maßnahmen
Peschew arbeitete, nachdem er die unmittelbar bevorstehenden Deportationen der Juden verhindern konnte, ein Manifest zur Beendigung antisemitischer Maßnahmen aus, das von ihm und 42 weiteren Abgeordneten unterzeichnet wurde. Dieses Manifest überreichte er am 17. März 1943 persönlich dem Leiter der Staatskanzlei. Damit war der entscheidende Schritt getan: Der bislang weitestgehend im Geheimen von Theodor Dannecker und dem bulgarischen Kommissar für Judenfragen Aleksandar Belew beschlossene Plan zur Deportation der 50.000 bulgarischen Juden war öffentlich geworden.

## Bulgarisch-orthodoxe Kirche
Schließlich intervenierte am 24. Mai 1943 auch die bulgarisch-orthodoxe Kirche: Das in der bulgarischen Öffentlichkeit sehr angesehene Kirchenoberhaupt Stefan von Sofia, wandte sich, nachdem er noch eine Delegation aus Vertretern der jüdischen Gemeinde empfangen hatte, unmittelbar an Zar Boris III. und forderte ihn auf, die Deportationen unverzüglich auszusetzen, da diese in fundamentalem Gegensatz zur traditionellen Toleranz der Bulgaren stünden. Im Übrigen würde auch Gott ihn für seine Taten zur Rechenschaft ziehen. Noch am selben Tag zelebrierte Metropolit Stefan auf dem Alexander-Newski-Platz ein Tedeum und nahm die Juden öffentlich in Schutz. Er selbst nahm den Großrabbiner von Sofia unter persönlichen Schutz.

## Aussetzung der antijüdischen Maßnahmen
Aufgrund der nunmehr projüdischen Stimmung in der gesamten bulgarischen Gesellschaft sah sich auch Boris III. gezwungen, eine die Deportationen ablehnende Position zu beziehen, was er im Hinblick auf die Bündnispolitik mit Nazideutschland bislang vermieden hatte. Zwar lavierten Boris III. und die bulgarische Führung wegen einer drohenden deutschen Besetzung Bulgariens in der Deportationsfrage gegenüber Nazideutschland, das immer wieder den Vollzug der vorbereiteten Deportationen von der bulgarischen Regierung forderte, noch einige Zeit, aber der entscheidende Schritt mit dem notwendigen Aufschub der Maßnahmen war getan.
Der Druck auf die jüdische Bevölkerung ließ nach den Ereignissen vom 24. Mai 1943 sofort nach. Am 31. August 1944 wurde dann das „Gesetz zum Schutz der Nation“ mit allen antijüdischen Regelungen außer Kraft gesetzt. Damit konnten die bulgarischen Juden dank der politischen Initiative des Abgeordneten Peschews wieder in ihre Heimatorte zurückkehren, entfiel das obligatorische Tragen des gelben Judensterns und durften sie sich auch wieder ihrer bulgarischen Namensendungen bedienen. Etwa zur selben Zeit (zwischen dem 5. Mai und dem 7. Juni 1944) wurden noch 300.000 ungarische Juden in die Vernichtungslager deportiert. Dagegen konnten nach Kriegsende die bulgarischen Juden mit staatlicher Zustimmung nach Israel ausreisen, was der weitaus größte Teil der jüdischen Bevölkerung (45.000) auch ausnutzte.

## Nachkriegszeit
Am Ende des Zweiten Weltkriegs hielt Peschew sofort entschiedene Distanz zu der mit sowjetischer Unterstützung an die Macht gelangten kommunistischen Regierung. Daraufhin wurde er – offiziell wegen seiner Aktivitäten angesichts der extrem rechtsgerichteten Politik des bulgarischen Parlaments (u. a. Verabschiedung von Rassengesetzen) – ungeachtet seiner nicht zu überschätzenden Verdienste bei der Rettung der bulgarischen Juden vor ihrer unmittelbar bevorstehenden Vernichtung vor Gericht gestellt und am 1. Februar 1945 zu einer fünfzehnjährigen Freiheitsstrafe verurteilt. Er kam jedoch bereits nach anderthalb Jahren aufgrund einer Begnadigung aus der Haft frei. Nur aufgrund des Einflusses eines alten Schulfreundes entging Peschew dann Anfang 1948 der Internierung in einem der auf Beschluss des Zentralkomitees der Bulgarischen Kommunistischen Partei eingerichteten Umerziehungslager, in die die sogenannten asozialen Elemente (Arbeitsscheue, Trinker, Rowdys usw.) aber auch politische Gegner eingeliefert wurden.

## Würdigung seiner Verdienste
Peschews Verdienste wurden zu seinen Lebzeiten weder in Bulgarien noch international, auch nicht von jüdischer oder israelischer Seite gewürdigt. Die bulgarischen Regierungen hatten stets eine Publizierung der tatsächlichen Vorgänge vom März 1943 verhindert, um nicht zuletzt auch die Rolle der bulgarischen Kommunisten im Zusammenhang mit der vorgesehenen Deportation der jüdischen Bevölkerung ins Licht der Öffentlichkeit rücken zu lassen, da diese durchaus nicht so engagiert und tatkräftig war, wie dies von offizieller Seite stets dargestellt worden war.
Darüber hinaus schrieb eine oberflächliche Geschichtsschreibung den entscheidenden Anteil an der Rettung der bulgarischen Juden Zar Boris III. zu, der letztlich zwar die exekutiven Maßnahmen zur Aussetzung der Deportationen eingeleitet hatte, jedoch ohne die Zivilcourage Peschews trotz persönlicher Kenntnis von den geplanten Judendeportationen wohl kaum aktiv geworden wäre.
Peschew starb völlig verarmt am 20. Februar 1973 in seiner kleinen Sofioter Wohnung, nachdem er im Januar desselben Jahres in die Liste „Gerechter unter den Völkern“ aufgenommen worden war. Trotzdem wurde die breite Öffentlichkeit erst durch die Ermittlungen des italienischen Essayisten Gabriele Nissim, der die Ergebnisse in einem 1998 erschienenen Buch veröffentlicht hatte, auf Peschews Wirken aufmerksam gemacht. In dessen 2000 in einer deutschen Übersetzung erschienenem Buch schildert er Peschews persönlichen Mut und seine politische Unerschrockenheit, die 48.000 bulgarischen Juden das Leben rettete.
In seinem Geburtshaus in Kjustendil befindet sich seit 2002 ein Museum für Dimitar Peschew. Die internationale Raoul-Wallenberg-Stiftung hat eine Medaille mit seinem Bild herausgegeben. Am 17. November 1998 wurde seiner im Europäischen Parlament und am 1. Mai 2000 in der Knesset offiziell gedacht. Zu seinen Ehren wurde ein Baum im Garten der Gerechten in Jerusalem gepflanzt. Seitdem fanden weltweit Gedenkveranstaltungen für ihn statt. In Deutschland präsentierte am 21. März 2000 der damalige Bundestagspräsident Wolfgang Thierse das Buch im Bundestag.
Seit 2002 trägt der Peshev Ridge auf der Livingston-Insel in der Antarktis seinen Namen.